# Paraphrictidea karnyi
Paraphrictidea karnyi är en insektsart som beskrevs av Willemse, C. 1933. Paraphrictidea karnyi ingår i släktet Paraphrictidea och familjen vårtbitare. Inga underarter finns listade i Catalogue of Life.